# Mariner 7
Mariner 7 was een Amerikaanse onbemande ruimtevlucht naar Mars eind jaren 60. Doel was onderzoek te verrichten naar de atmosfeer en het oppervlak van de rode planeet.
De sonde voerde deze missie samen met de tegelijkertijd gelanceerde Mariner 6 uit. Daaropvolgende missies gebruikten de gegevens verzameld tijdens deze twee passages. Daarnaast testte NASA de vereiste technieken voor interplanetaire vluchten uit.
De lancering vond onder ongunstige omstandigheden plaats. Beide planeten stonden in 1969 op relatief grote afstand. Hierdoor kon NASA slechts een lichte sonde richting Mars schieten, hoewel dit toestel al aanzienlijk zwaarder was dan Mariner 4 die slechts 261 kg woog. Hoe kleiner de afstand, des te zwaarder het ruimtevaartuig mag zijn. De Mariner 7 kwam daarom niet in een baan om Mars, maar vloog de rode planeet slechts voorbij.

## Technische uitrusting

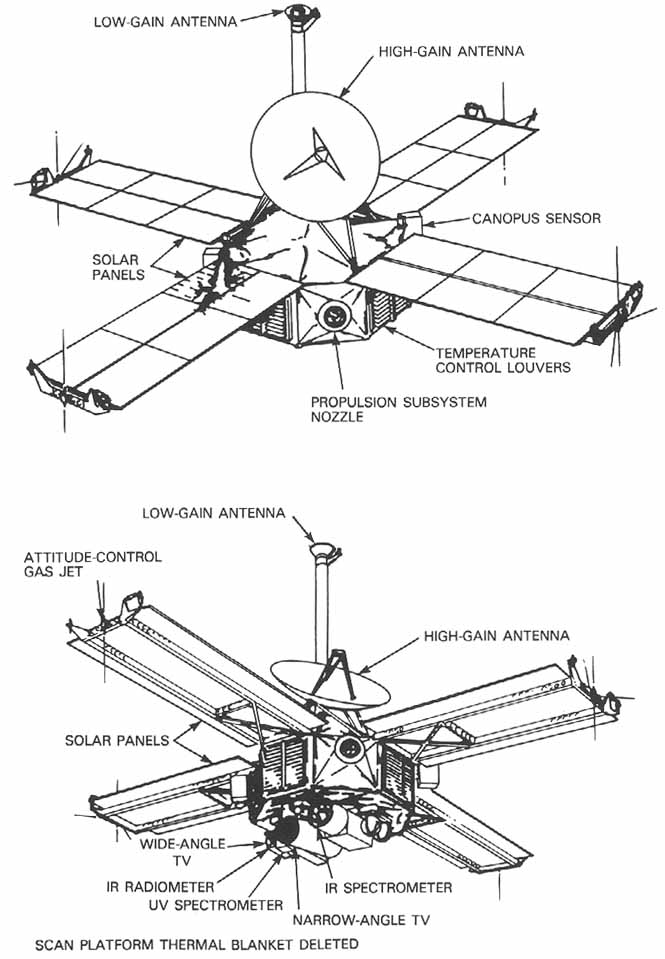
Opbouw van Mariners 6 en 7.

### Afmetingen
De Mariner 7 bestond uit een octagonaal magnesium frame, met een diepte van 45,7 cm, een diameter van 138,4 cm en de spanwijdte van het ruimtevaartuig besloeg 5,79 m. Boven op het frame waren de vier zonnepanelen en een schotelantenne met een diameter van 1,00 m op een conische structuur bevestigd. Ieder zonnepaneel mat 215 x 90 cm. Tevens beschikte de verkenner over een niet-richtinggevoelige antenne op een 2,23 m hoge mast naast de schotelantenne. De hoogte van deze verkenner was 3,35 m.

### Energievoorziening
De vier zonnepanelen besloegen samen 7,70 m² en bevatten in totaal 17.472 zonnecellen. In de nabijheid van de Aarde konden deze 800 watt opwekken, maar in de buurt van Mars slechts 449 W. Dit was voldoende, aangezien op vol vermogen slechts 380 W nodig was tijdens de passage van Mars. Een zilver-zinkaccu met een capaciteit van 1,2 kWh diende als reserve.

### Boordcomputer
De boordcomputer kon 53 directe commando's, 5 controlecommando's en 4 kwantitatieve commando's uitvoeren. Deze was specifiek ontworpen om bepaalde handelingen op nauwkeurig bepaalde tijdstippen uit te voeren. Voor lancering werd een standaard vluchtprofiel (met een reservekopie daarvan achter de hand) in het geheugen geladen, maar dit kon NASA vanaf de grond wijzigen. Deze vlucht toonde de grote voordelen hiervan, aangezien NASA gedurende deze vlucht de voorgeprogrammeerde koers wijzigde naar aanleiding van nieuwe inzichten.

### Communicatieapparatuur
Beide antennes onderhielden middels drie kanalen contact met de vluchtleiding. Kanaal A verzond vluchtgegevens met een bitrate van 8,33 of 33,33 bits per seconde. Kanaal B seinde wetenschappelijke gegevens over met een snelheid van 66,67 of 270 bps. Ook kanaal C seinde wetenschappelijke data over, maar met een veel hogere snelheid: 16.200 bps. Verder was een analoge bandrecorder aan boord om opnames vast te leggen die naderhand werden overgeseind. Andere wetenschappelijke gegevens daarentegen legde de sonde vast op een digitale recorder. De analoge recorder kon maximaal 195 miljoen bits kwijt. Via de S-band ontving en verzond Mariner 7 met op 10 en 20 W werkende versterkers en een enkele ontvanger zijn gegevens en instructies.

### Standregeling

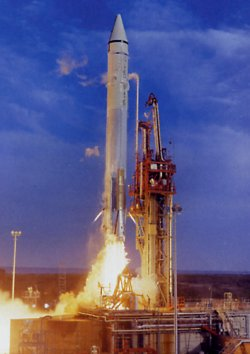
Lancering van Mariner 7

Met behulp van twee hoofd- en vier hulp-zonnesensors en een Canopuszoeker stabiliseerde Mariner 7 zich door middel van drie gyroscopen met twee groepen van ieder zes stuurraketjes. Deze werkten op stikstof en zaten op de uiteinden van de zonnepanelen.

### Temperatuurregeling
Voor interne temperatuurregeling beschikte de sonde over instelbare jaloezieën aan de zijkanten van het hoofdcompartiment.

### Hoofdmotor
Voor de noodzakelijke koerscorrecties op weg naar Mars beschikte de Mariner 7 over een hoofdmotor. De voorgeprogrammeerde koers wijkt altijd iets af, waardoor kleine baanwijzigingen tijdens interplanetaire vluchten nodig zijn.
Deze motor werkte op hydrazine en produceerde een stuwkracht van 223 N.

### Wetenschappelijke apparatuur
De Mariner 7 beschikte over de volgende wetenschappelijke instrumenten:
- Twee tv-camera's, een met groothoek en gemiddeld oplossend vermogen en de ander met telelens met een groot oplossend vermogen. De groothoeklens, met een brandpuntsafstand van 50 mm, besloeg honderdmaal zo'n groot gebied als de telelens, had een blikveld van 11° x 14° en werd slechts gebruikt tijdens passage op korte afstand. De telelens had een brandpuntsafstand van 508 mm. De kwaliteit van de opnames was flink verbeterd vergeleken met Mariner 4. Die leverde foto's van 200 beeldlijnen x 200 beeldelementen, maar nu kreeg men beelden binnen met een resolutie van 704 lijnen met ieder 935 elementen. Niet alleen was het aantal beeldpunten met een factor 16 gestegen; ook het aantal grijstinten ging van 64 naar 256.
- Infrarood spectrometer, om de samenstelling van de atmosfeer te bepalen, in het bijzonder de atomen die verband hielden met leven. Verder onderzocht dit instrument temperatuur en samenstelling van het oppervlak en ijskap. Het bestond uit een telescoop met lenzen, spiegels en twee gekoelde IR-detectoren en had een blikveld van 2°.
- Infrarood radiometer, om de temperatuur van het Marsoppervlak te meten. Dit instrument deed metingen tussen 120-330 K.
- Ultraviolet spectrometer, met een vermogen van 14,1 W onderzocht dit apparaat de uv-straling uitgezonden door de Martiaanse atmosfeer.

Daarnaast onderzocht het vaartuig tijdens occultatie de dichtheid van geladen deeltjes in de Martiaanse ionosfeer en dichtheid, druk en temperatuur in de onderste atmosfeerlagen. Tevens onderzocht het de massa van Mars, de efemeriden van zowel Aarde als Mars en de symmetrie van het Martiaanse zwaartekrachtveld.

### Gewicht
De wetenschappelijke instrumenten wogen 57,6 kg. Het totaalgewicht van Mariner 7 kwam op 411,8 kg.

## Vluchtverloop

### Lancering
De Mariner 7 werd een maand na haar zusterschip Mariner 6 gelanceerd op 27 maart 1969 met een Atlas-Centaur draagraket. Een koerscorrectie vond plaats op 8 april door ontbranding van de hoofdmotor gedurende 7,6 seconden.
Op 8 mei schakelde de vluchtleiding het vaartuig over naar gyroscopische controle, omdat ze de problemen van Mariner 6 met de standregeling liever voorbleef.

### Verlies van radiocontact
Echter op 31 juli, slechts 7 uur voordat haar zusterschip Mariner 6 de rode planeet zou passeren, verloor het grondstation in Johannesburg ieder radiocontact met de schotelantenne van het scheepje. Samen met een van de twee vluchtleidingsstations in Madrid, die de vlucht van Pioneer 8 regelde, poogde men de verbinding te herstellen. Helaas zonder resultaat, maar hun collega's in de Mojavewoestijn boekten wél succes. Het Pioneer-grondstation in Goldstone ving een zwak signaal van de sonde op. De vluchtleiders gaven het vaartuig bevel om te schakelen naar de andere antenne. Deze poging om het contact te herstellen slaagde en hierna kreeg de sonde opdracht om weer terug te schakelen naar de richtinggevoelige schotelantenne. Waarschijnlijk waren weglekkende gassen de oorzaak van de problemen. De accu van Mariner 7 hield het namelijk, net een paar dagen voor de passage met Mars, voor gezien.

### Wetenschappers wensen poolpassage
De geleerden waren dermate gefascineerd door de foto's die Mariner 6 van de Martiaanse zuidpool nam, dat ze verzochten om de koers van Mariner 7 zo aan te passen dat deze Mars over de zuidpool voorbijvloog. En nu bleek het grote voordeel van een herprogrammeerbare sonde. In tegenstelling tot de inflexibele Russische Mars 2 en 3 kon NASA het voorgeprogrammeerde vluchtplan aanpassen om aan de wensen van de wetenschap tegemoet te komen.
De aangepaste koers bracht Mariner 7 een stuk zuidelijker dan oorspronkelijk de bedoeling was, om meer close-up opnames te maken en meer gegevens door te zenden over de zonverlichte zijde van Mars. Dit had echter ook zijn keerzijde: gegevens over de nachtelijke helft van de rode planeet moest de verkenner nu direct naar de Aarde doorseinen. Door het vastleggen van de extra gegevens betreffende de zonverlichte zijde beschikte de digitale vluchtrecorder over onvoldoende ruimte om tevens data over de verduisterde kant van Mars vast te leggen.

### Passage van Mars

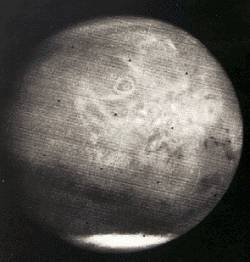
Opname van Mars door Mariner 7

Op 2 augustus nam de sonde zijn eerste foto's. De Mariner 7 kwam op 5 augustus aan bij Mars en vloog vanaf het noorden over de zuidpool. De kortste afstand tot de planeet bedroeg 3430 km. De verkenner zond 126 opnames naar de Aarde en verrichtte onder andere temperatuur-, luchtdruk- en helderheidsmetingen. Van de 126 opnames bestonden er 33 uit close-up foto's, voor de overige 93 gebruikte de sonde zijn groothoeklens. De kleinst zichtbare details waren 300 meter groot.
Zo'n 19 minuten na de passage verdween het vaartuig achter Mars en schoot een half uur later weer achter de rode planeet vandaan. Tijdens deze fase verzamelde Mariner 7 gegevens over occultatie. Vervolgens verzond de sonde de dagen hierna de vastgelegde wetenschappelijke gegevens en opnames.

### Resultaten
Mariner 7 legde veel kraters vast, maar het centrum van het Hellasgebied bleek juist vrij van kraters. Verder legde de sonde het marsmaantje Phobos vast. Hoewel de opname geen duidelijk zichtbare details vertoonde maakte deze wel duidelijk dat dit maantje geen regelmatige, ronde vorm had. Phobos lijkt uiterlijk meer op een aardappel. Na de weinige opnames van Mariner 4, die veel kraters toonden, nam de wetenschap aan dat de gehele planeet er zo uitzag. Zowel Mariner 6 als 7 toonden echter aan, dat dit geenszins het geval is. In totaal brachten deze twee vaartuigen 20% van Mars in kaart.
De zuidelijke poolkap bestond grotendeels uit bevroren CO2. De luchtdruk bedroeg 6 à 7 millibar, met de aantekening dat deze in het Hellespontusgebied (op 28° oosterlengte en 59° zuiderbreedte) slechts 3,5 millibar bedroeg, hetgeen er, samen met een temperatuur van -68° C, op wees dat dit gebied zo'n 6 kilometer boven het omringende terrein uitstak.
Daarnaast legde Mariner 7 de sterkte van infrarood en ultraviolet licht vast, alsmede de brekingsindex van radiogolven in de Martiaanse atmosfeer. Ook mat de sonde de straal, vorm en massa van Mars.

### Na de passage
Nadat Mariner 7 de rode planeet voorbijgevlogen was volgde NASA met tussenpozen het toestel, dat zich nu in een heliocentrische baan bevond. NASA deed technische proeven, maakte uv-scans van de Melkweg en een gebied waarin komeet 1969-B zich bevond en gebruikte het vaartuig voor sterrenfotografie en testen met betrekking tot telecommunicatie.